# Shalom Luani
Shalom Luani (Masausi, 5 agosto 1994) è un calciatore e giocatore di football americano samoano americano. Milita nel ruolo di safety per i Michigan Panthers della UFL. In precedenza aveva giocato a calcio nei Tafuna Jets e nella Nazionale samoana americana, nel ruolo di attaccante.

## Carriera

### Football americano
All'università, Luani giocò a football al Chabot College (2013-2014) e alla Washington State University (2015-2016). Fu scelto nel corso del settimo giro (221º assoluto) del Draft NFL 2017 dagli Oakland Raiders. Debuttò come professionista subentrando nella gara del primo turno contro i Tennessee Titans e chiuse la sua prima stagione disputando tutte le 16 partite, di cui una come titolare, con 18 tackle e 2 passaggi deviati.
Il 1º settembre 2018 Luani fu scambiato con i Seattle Seahawks per una scelta del settimo giro del draft 2019.

### Calcio

#### Club
Luani giocò dal 2009 al 2011 nei Tafuna Jets, nel campionato delle Samoa Americane.

#### Nazionale
Segnò il gol del 2-0 parziale nella partita Samoa Americane-Tonga finita 2-1 e riconosciuta come la prima storica vittoria della sua Nazionale.